# Torymus himachalicus
Torymus himachalicus är en stekelart som beskrevs av T.C. Narendran och Sureshan 2005. Torymus himachalicus ingår i släktet Torymus och familjen gallglanssteklar. Inga underarter finns listade i Catalogue of Life.